# Genevieve Tobin

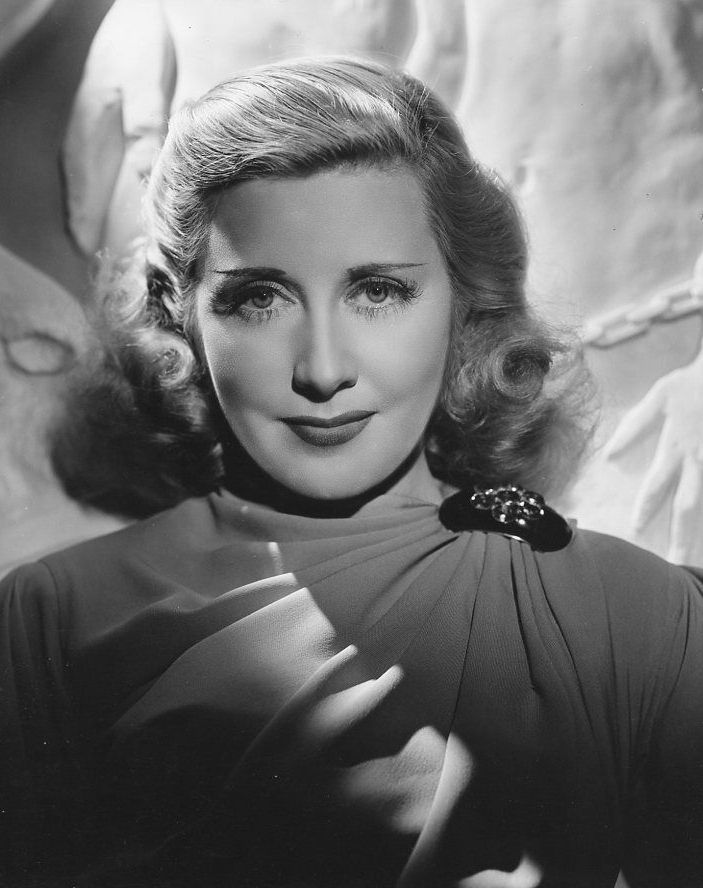
Genevieve Tobin

Genevieve Tobin (29. listopadu 1899 New York – 31. července 1995 Pasadena) byla americká herečka.

## Životopis
Tobin se narodila v New Yorku. Poprvé se objevila na jevišti v roce 1912 ve hře Disraeli. Jako dítě hrála v několika filmech a se svou sestrou Vivian tvořila hereckou dvojici. I jejich bratr George měl krátkou hereckou kariéru. Po studiích v Paříži a New Yorku se zaměřila na divadelní kariéru v New Yorku.

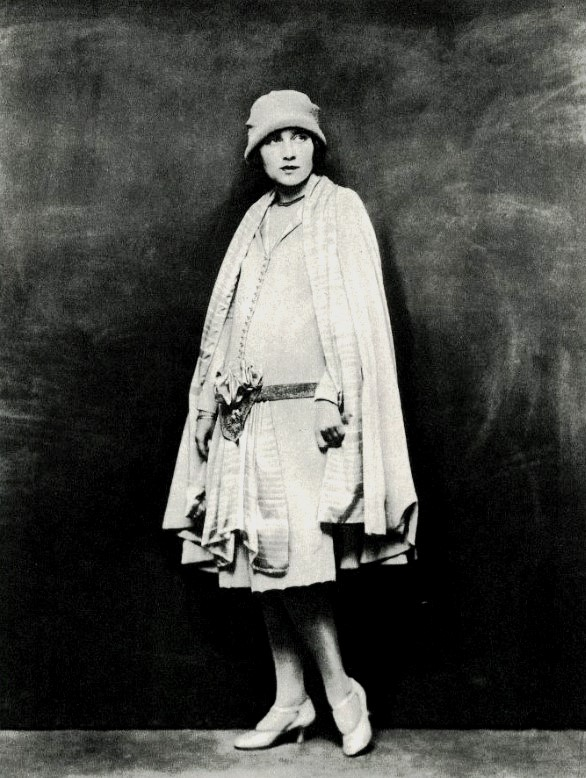
Genevieve Tobin (1926)

Ačkoliv byla často obsazována do komedií, v roce 1923 si zahrála i Cordelii v broadwayské inscenaci Krále Leara. Byla sice populární u diváků, ale kritici ji spíše chválili za vzhled a styl než za herecký talent. Významný úspěch zaznamenala v roce 1929 ve hře Fifty Million Frenchmen. Zde poprvé zazpívala a zpopularizovala píseň "You Do Something to Me" od Colea Portera, což ji přivedlo do Hollywoodu, kde od počátku 30. let pravidelně hrála v komediích.
Vedlejší role hrála po boku hvězd jako Jeanette MacDonald, Nelson Eddy, Cary Grant, Barbara Stanwyck, Claudette Colbert, Joan Blondell a Kay Francis. Občas se objevila i v hlavních rolích, například ve filmech Golden Harvest (1933) a Easy to Love (1934). V roce 1935 ztvárnila roli sekretářky ve filmu The Case of the Lucky Legs. Jeden z jejích nejvýraznějších výkonů podala ve filmu Zkamenělý les (1936) v roli znuděné manželky bohatého obchodníka, kde si zahrála po boku Leslieho Howarda, Bette Davis a Humphreyho Bogarta. Jejím posledním filmem před odchodem do hereckého důchodu byl snímek No Time for Comedy (1940) s Jamesem Stewartem a Rosalind Russell.
S herectvím postupně skončila po svatbě v roce 1938. Provdala se za režiséra Williama Keighleyho a manželství vydrželo až do její smrti v roce 1984.

## Filmografie
- Uncle Tom's Cabin (1910)
- The Country Cousin (1919)
- No Mother to Guide Her (1923)
- Free Love (1930)
- A Lady Surrenders (1930)
- Seed (1931)
- The Gay Diplomat (1931)
- One Hour with You (1932)
- The Cohens and Kellys in Hollywood (1932)
- Hollywood Speaks (1932)
- Perfect Understanding (1933)
- Pleasure Cruise (1933)
- Infernal Machine (1933)
- The Wrecker (1933)
- Goodbye Again (1933)
- Golden Harvest (1933)
- I Loved a Woman (1933)
- Easy to Love (1934)
- Dark Hazard (1934)
- The Ninth Guest (1934)
- Success at Any Price (1934)
- Uncertain Lady (1934)
- Kiss and Make-Up (1934)
- By Your Leave (1934)
- The Woman in Red (1935)
- Here's to Romance (1935)
- The Goose and the Gander (1935)
- The Case of the Lucky Legs (1935)
- Broadway Hostess (1935)
- The Petrified Forest (1936)
- Snowed Under (1936)
- The Man in the Mirror (1936)
- The Great Gambini (1937)
- The Call of the Ring (1937)
- Kate Plus Ten (1938)
- Dramatic School (1938)
- Zaza (1939)
- Yes, My Darling Daughter (1939)
- Our Neighbors - The Carters (1939)
- No Time for Comedy (1940)